# マジカル・ニグロ

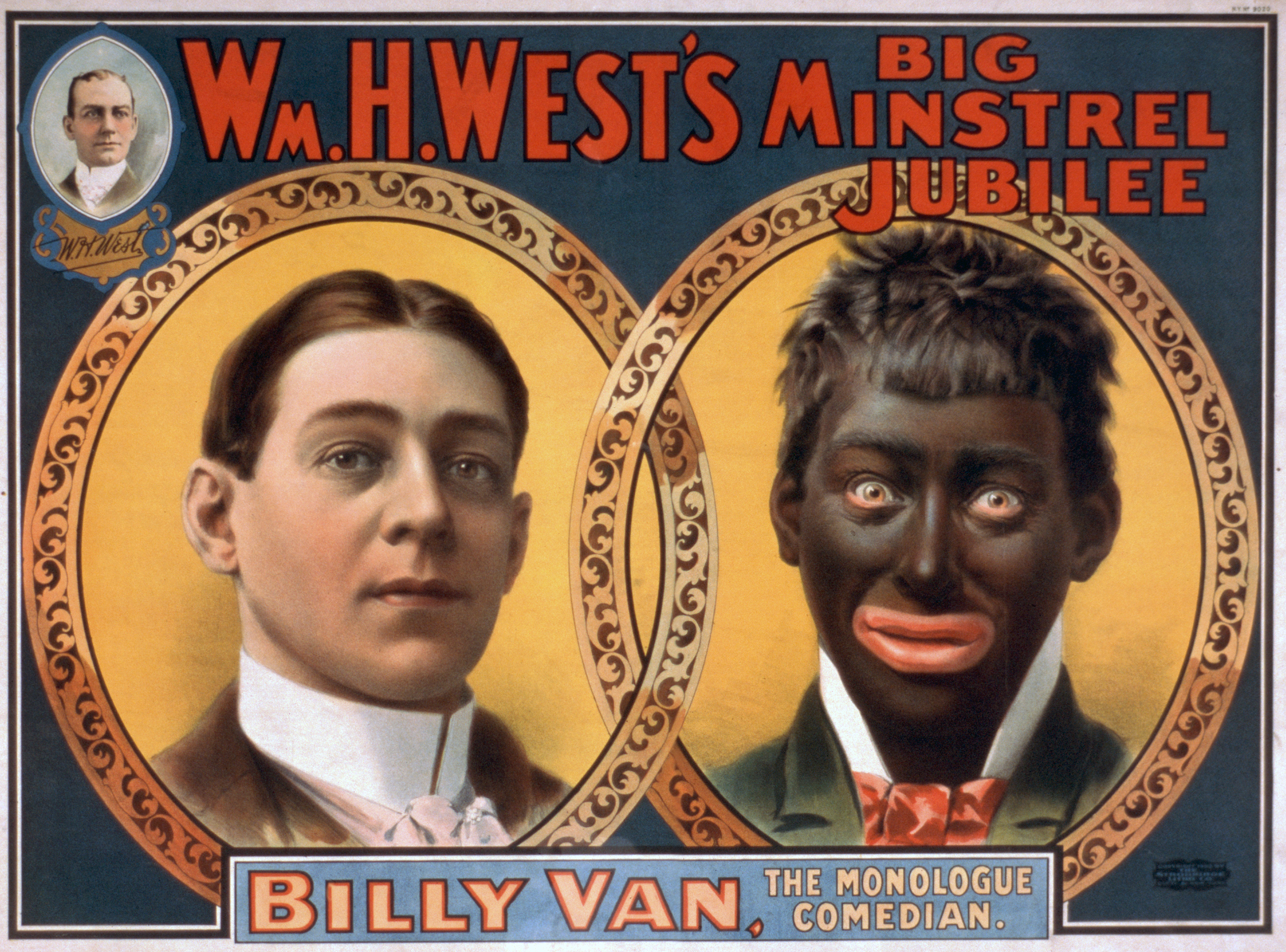
マジカル・ニグロはステレオタイプな黒人像と密接な関係にある（画像はウィリアム・H・ウエストのミンストレル・ショーのポスター）

マジカル・ニグロ(Magical Negro)は特にアメリカ映画において白人の主人公を助けに現れるストックキャラクター的な黒人のことである。しばしばすぐれた洞察力や不思議な力を持った存在として描かれるマジカル・ニグロはアメリカにおいて長い伝統を持つキャラクター類型である  。
しかし、現代に入ってもこうした摩訶不思議なキャラクターが使われ続けることに不快感を表明する者が多く、アメリカの黒人社会はその代表的存在である。2001年にもワシントン州立大学とイエール大学で映画論を教えるスパイク・リーは、大前提であるかのようにマジカル・ニグロを手法として使い続けるハリウッドに肩を落としている。リーによれば、例えば2000年の映画『バガー・ヴァンスの伝説』は、いまなお「超一流のマジカル・ニグロ」を登場させている 。
批評家が「ニグロ」という言葉を使うのは、それがすでに時代遅れであり、ときに侮辱的でもあるからである。つまり白人を助けるために献身的に立ち回る「魔法のような黒人」というキャラクターは、サンボや高貴な野蛮人といった、人種を表現する上でのステレオタイプにも通じる反動的な存在であるというメッセージが明確に示されているのである。

## 類型

### フィクション

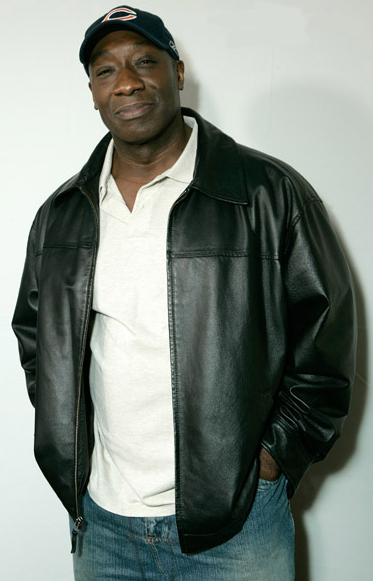
『グリーンマイル』(1999年)でマイケル・クラーク・ダンカンが演じたコーフィはマジカル・ニグロの典型である

典型的なマジカル・ニグロは「何らかの形で外面あるいは内面に欠陥を抱えており、差別を受けているか、身体が不自由であるか、社会的に抑圧されているかのいずれか」である。たいていは用務員か受刑者であるが常にそうであるわけではない 。そしてマジカル・ニグロには「過去」がない。白人の主人公を救うためにある日突然現れるのである。そして何か魔法のような力を持っているのがふつうで、「定義は曖昧になるが、少なくとも普通に暮らしていたら出会うような人物ではない」。我慢強く、博学でその知性を形容する言葉は多岐にわたり、さらには「地球に寄り添う」存在である。
マジカル・ニグロは困難にある主人公を救い出し、物語を展開させる装置となる。典型的な例として、自分の過ちを見つめ直し、それを乗り越えようとする白人を手助けする黒人が挙げられる 。また不思議な力を持ってはいるのだが、その「魔法は登場人物の白人男性を支え、啓蒙するという名目でしか使われない」。「そういった力は、だらしなく無教養で、自分を見失ったか身体を壊した白人（ほぼ例外なく白人男性）を救い、成功をおさめ満ち足りた優秀な人間に変身させるために使われる。贖罪と救済というアメリカの神話がその背後にはある」 。そしてここにマジカル・ニグロの最も厄介な問題があるといわれている。つまり黒人を肯定的なキャラクターとして描いているようにみえても、結局このわかりやすい見取り図の中で黒人は白人に従属的であり続けているのである。この「好ましい」黒人は、『手錠のまゝの脱獄』というマジカル・ニグロの先駆的な映画でシドニー・ポワチエがそうであったように、白人の主人公を救うためなら自らを犠牲にすることもいとわない。しかし当のアメリカ人男性には「黒人も個人としてなら好ましいが黒人の文化一般はそうではない」ことをよしとする存在でもある。
マジカル・ニグロの定義には、黒人だけでなく、ネイティブ・アメリカンなど、その他の有色人種もしばしば含まれる。

### ノンフィクション
2007年3月、アフリカ系アメリカ人の評論家デビッド・エーレンシュタインは「マジック・ニグロとしてのオバマ」と題した文章をロサンゼルス・タイムズに寄稿した。この記事はパロディ作者のポール・シャンクリンにインスピレーションを与え「バラク・ザ・マジックニグロ」という歌まで書かせた。この歌はラッシュ・リンボーのラジオ番組で放送されている。
2008年のクリスマスにはテネシー州の共和党議員チップ・ソルツマンが共和党全国委員会(RNC)の委員長選挙が行われている間、RNCのメンバーにこの歌が収録された41トラックのCDを送りつけている。これについては共和党と民主党の両党で議論が起こり、結果としてソルツマンは投票前日に選挙から撤退しなければならなくなった。